# Ronald J. Garan, Jr.
Ronald John Garan, Jr., né le 30 octobre 1961 à Yonkers (État de New York), est un astronaute de la NASA. Il est pilote de F16 Falcon, et a effectué des missions lors des opérations Bouclier du désert et Tempête du désert pendant la guerre du Golfe.
Il a réalisé son premier vol dans l'espace à bord de la navette Discovery lors de la mission STS-124 qui l'a emmené sur la Station spatiale internationale en 2008.

## Biographie
Ronald Garan est devenu aquanaute en participant à la mission NEEMO 9 en 2006.
Ron Garan est à la retraite d'astronaute depuis 2012.

## Vols réalisés
- STS-124 (31 mai 2008), en direction de la Station spatiale internationale. Garan effectue trois sorties extravéhiculaires au cours de cette mission.
- Soyouz TMA-21 (4 avril 2011), pour participer aux Expéditions 27 et 28 de la Station spatiale internationale (ISS). Ron Garan effectue une sortie extravéhiculaire au cours de cette mission.

## Galerie

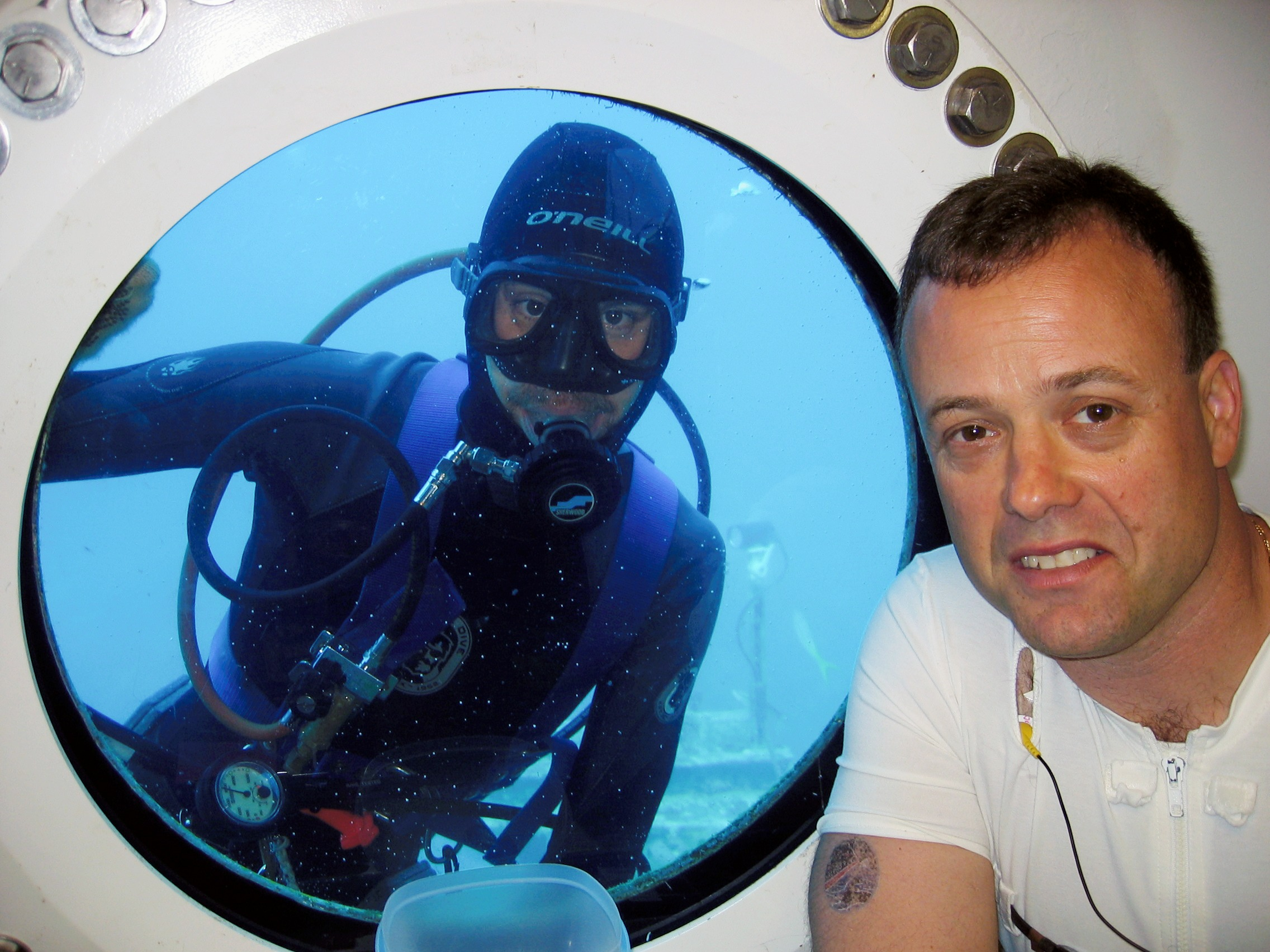
Ron Garan avec l'aquanaute Reiss Hein durant NEEMO 19

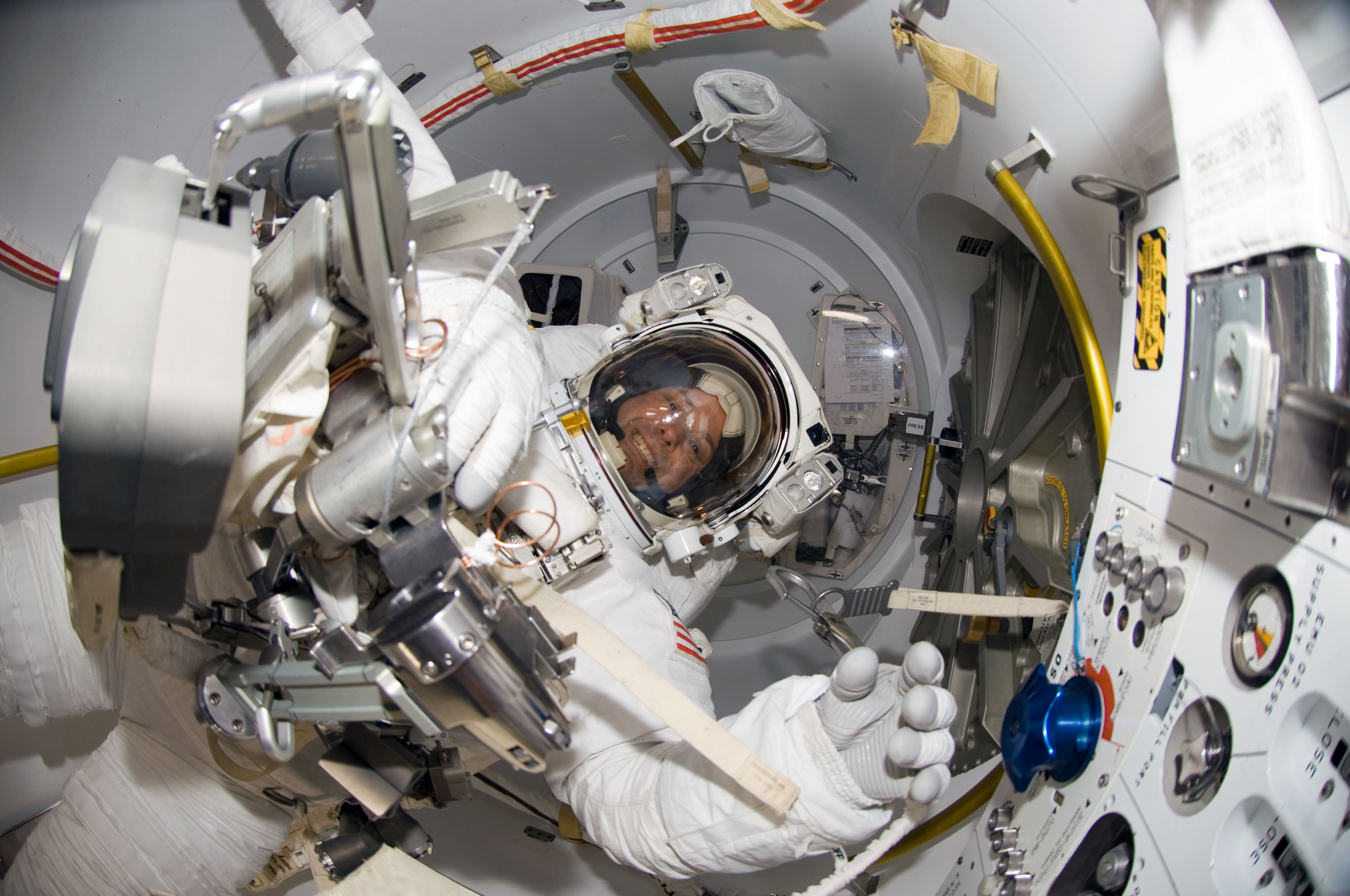
L'astronaute est ici dans le sas Quest de l'ISS après une sortie extravéhiculaire pendant sa première mission.

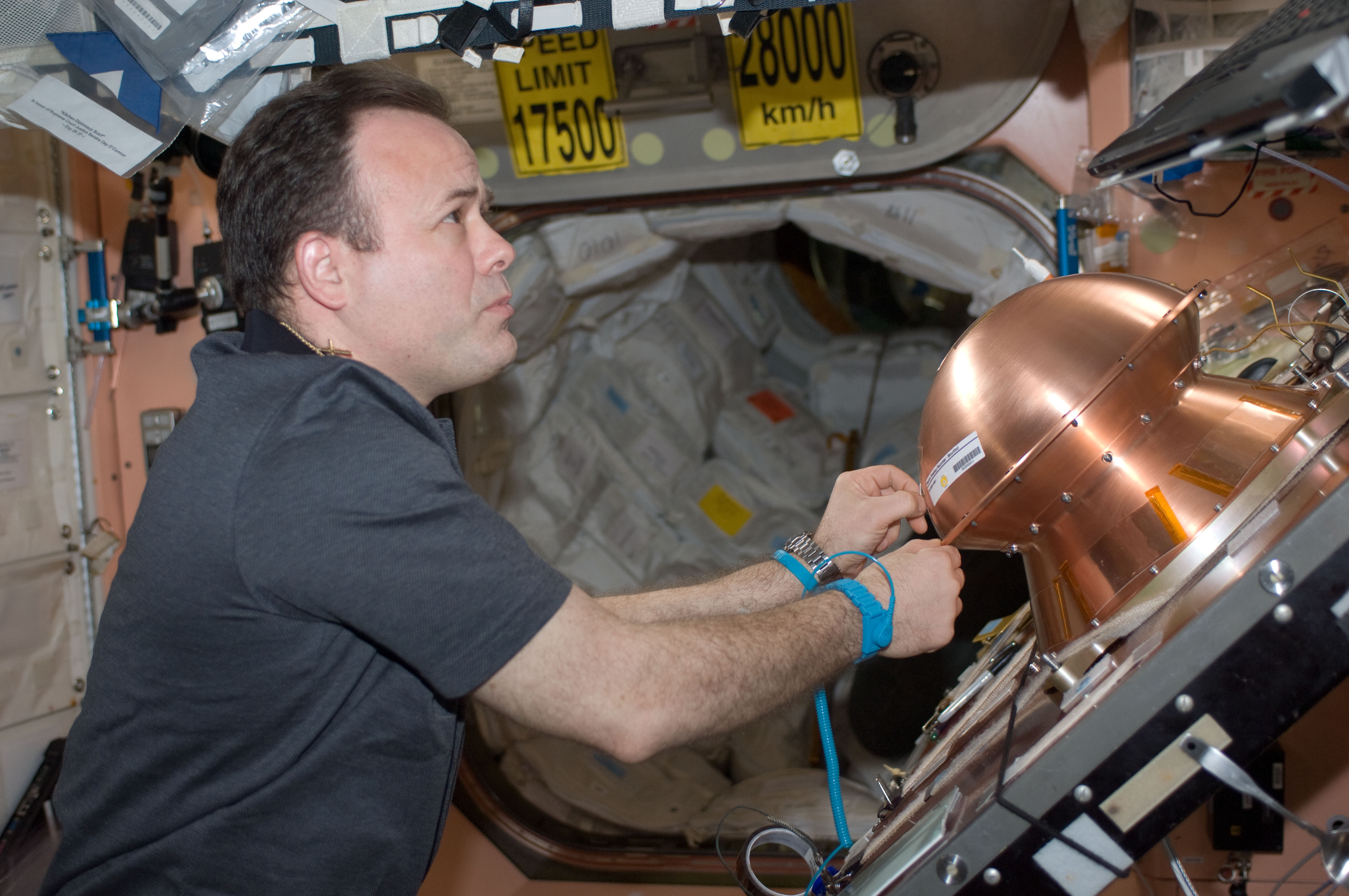
Ron Garan dans l'ISS pendant l'expédition 28.